# Canal de Flardingue
Le canal de Flardingue ou canal de Vlaardingen (en néerlandais : Vlaardingervaart et parfois Vlaardingsevaart) est un canal néerlandais de la Hollande-Méridionale. 
Le canal ayant une longueur d'environ 8 km, il est situé entre le Gaag à Schipluiden et le vieux port de Flardingue.

## Géographie
Le début du canal se situe à Schipluiden, à la jonction du Gaag et de la Lierwatering. Le canal de Flardingue relie Schipluiden au vieux port de Flardingue, où il communique avec la Nouvelle Meuse. À mi-chemin du trajet, le canal est relié au Noordvliet qui permet de rejoindre la Nouvelle Meuse à Maassluis. 

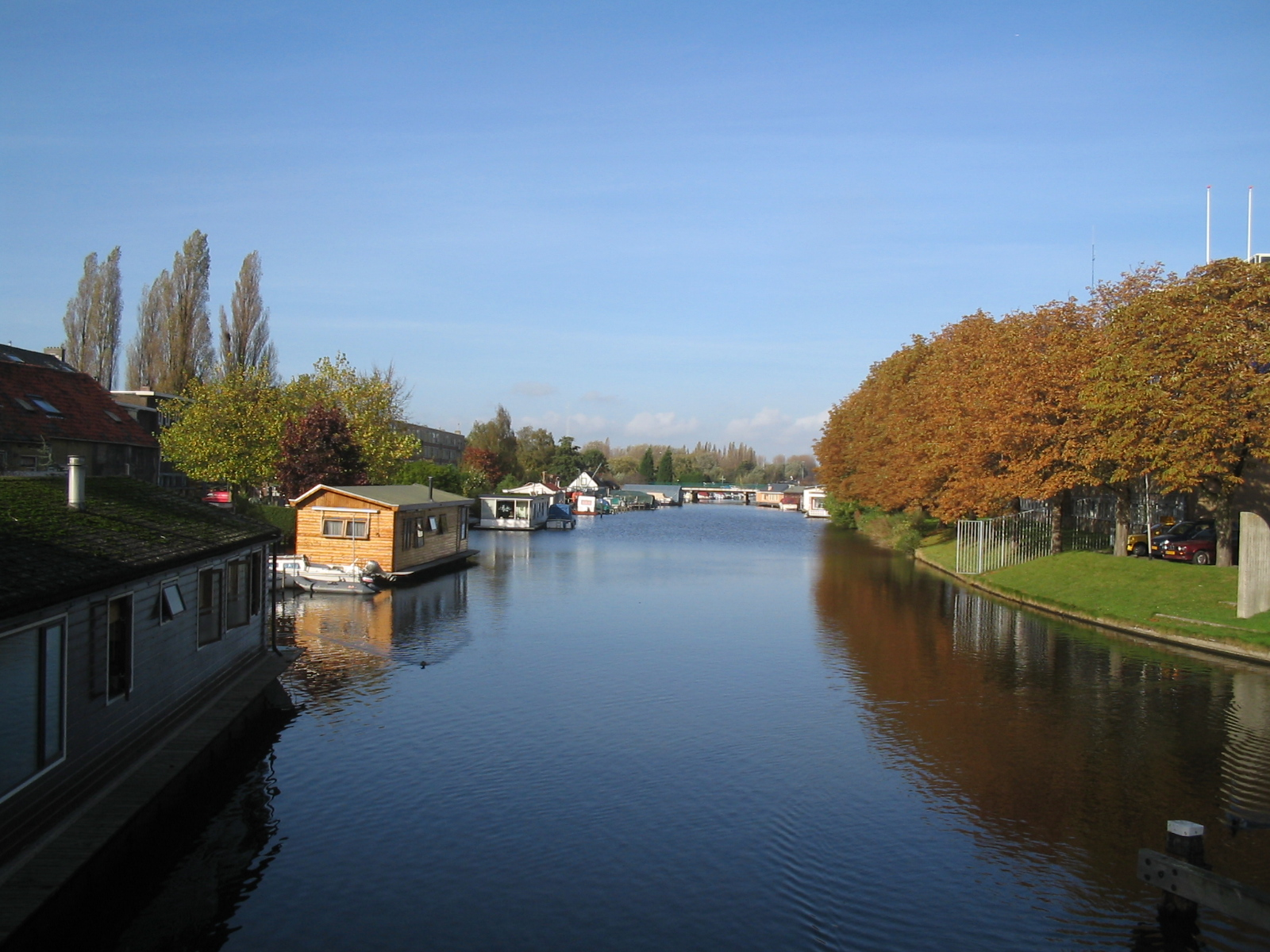
Traversée de Flardingue